# Peter Lazarov
Petăr Petkov (Peter) Lazarov (Bulgaars: Петър Петков Лазаров) (Plovdiv, 22 december 1958) is een Bulgaars/Nederlandse kunstenaar en graficus.

## Leven en werk
Lazarov studeerde grafische technieken aan de universiteit van Veliko Tarnovo. Hij woont in Nederland sinds 1990 met vrouw en kind en werkt in de stad Groningen. 
Lazarov gebruikt voor zijn kunstwerken verschillende druktechnieken, zoals houtgravure, houtsnede en lithografie, soms gecombineerd. Zijn expressieve stijl bevat kenmerken van de Bulgaarse traditie en tegelijkertijd de invloed van Dürer, Rembrandt, Escher, of Willem de Kooning.
Lazarov is een van de weinige levende kunstenaars van wie werk in de collectie van het Rijksmuseum in Amsterdam is opgenomen. Zijn werk is onder andere te vinden in het Museum Meermanno in Den Haag, het Museum voor Schone Kunsten in Okinawa, de National Library of Congress in Washington, de Yale-universiteit, en de Universiteit van Brits-Columbia in Vancouver. Hij is lid van de British Society of Wood Engravers. In Bulgarije is Lazarov vrijwel onbekend.
Sinds 1991 verschenen door toedoen van de Stichting Nobilis een drietal portfolio's met grafiek van Lazarov.
In 2002 richtte hij zijn eigen private-press, Pepell-press op, voor beperkte edities van handgemaakte boeken. Lazarov illustreerde tal van private press-boeken met werk van auteurs als Louis Paul Boon, Atanas Daltchev, Cor Jellema, Kavafis, Emily Dickinson, Charlotte Brontë, Victor Hugo en Archimedes.
In 2003 bezocht hij Japan om te werken met de papiermaker Sensei Fujimori-san, die beschouwd wordt als een nationale schat in Japan. Tegenwoordig maakt Lazarov zijn eigen papier, met behulp van de oude Japanse technieken.
In 2006 zijn twee van zijn boeken, met name Shoji en Melancholi ..., gekozen uit de 50 beste bibliofiele edities in Nederland voor 2004-2005 (Mooi Marginaal). In 2007 werd een grote tentoonstelling van Lazarov in Shanghai, China, gehouden, waarbij 200 gravures verkocht werden.
In oktober 2008 was Lazarov een van de middelpunten op de wereld grafische tentoonstelling in Beijing, China, toen hij werd verkozen door het Organisatorisch Comite van het World Congress of FISAE als een van de 10 beste grafici in de wereld als het gaat om werken op het gebied van ex libris en kleingrafiek. Het was de eerste keer dat een dergelijke eer te beurt viel aan een Bulgaarse kunstenaar.

## Bijdragen aan uitgaven (selectie)
- C.O. Jellema, Drijfjacht. Den Haag, Statenhofpers, 2003.
- Gerrit Achterberg, Huisbewaarder. [Woubrugge], Avalon Pers, 2005. [Ook verschenen in vertaling als: Caretaker.]
- C.O. Jellema, De locatie. Den Haag, Statenhofpers, 2006.
- Menno Wigman, De droefenis van copyrettes. [Santpoort], Mercator Pers, 2006.
- Hafiz, Waar werd van zulk een wijzen geest vernomen. [S.l.], Statenhofpers, [2007].
- C.O. Jellema, Wat bleef van de ontroering : brieven uit Griekenland aan Marjo en Theo. Woubrugge, Avalon Pers, 2007.
- Hester Knibbe, Caran d'Ache. [Santpoort], Mercator Pers, 2007.
- J. Slauerhoff, Icarus: Vier nagelaten gedichten. Woubrugge, Avalon Pers, 2010.
- Christopher Middleton, Parabels en grotesken. Woubrugge, Avalon Pers, 2012.